# Calophyllum dryobalanoides
Calophyllum dryobalanoides är en tvåhjärtbladig växtart som beskrevs av Jean Baptiste Louis Pierre. Calophyllum dryobalanoides ingår i släktet Calophyllum och familjen Calophyllaceae. Inga underarter finns listade i Catalogue of Life.